# George Newbern
George Young Newbern, född 30 december 1964 i Little Rock, Arkansas, är en amerikansk skådespelare. Newbern har bland annat gjort rösten till Stålmannen i den animerade TV-serien Justice League.

## Filmografi i urval
- 1991 – Brudens far
- 1995 – Brudens far 2
- 1999 – The Simple Life of Noah Dearborn (TV-film)
- 2001–2006 – Justice League Unlimited (TV-serie) (röst)
- 2005 – Final Fantasy VII: Advent Children (röst)
- 2006 – Crazy Eights
- 2008 – Criminal Minds (TV-serie)
- 2009 – Hitta Pappa
- 2012–2018 – Scandal (TV-serie)